# Tiberi Juli Eupàtor
Tiberi Juli Eupàtor (en llatí: Tiberius Julius Eupator; en grec antic: Τιβέριος Ἰούλιος Ευπάτωρ) va ser un rei del Bòsfor Cimmeri durant el regnat d'Antoní Pius, Marc Aureli i Luci Aureli Ver. Era amb tota probabilitat fill de Cotis II del Bòsfor i germà de Remetalces del Bòsfor, que el va precedir en el regne, encara que hi ha fonts que el fan fill de Remetalces.
Llucià de Samòsata l'anomena Juli Eupàtor, i diu que els seus ambaixadors van portar el tribut a l'emperador romà. Podria ser també el rei que es menciona en un paràgraf de Juli Capitolí, on explica que Antoní Pius va haver d'intervenir a favor de Remetalces en una disputa entre aquest i Juli Eupàtor. S'ha trobat alguna moneda d'aquest rei amb la imatge del seu rostre a un costat i la de Marc Aureli i Luci Ver a l'altra.
Va succeir a Remetalces l'any 154. Devia morir el 173 i el va succeir el seu germà Sauròmates.

## Referè4ncies
1. ↑  Settipani, Christian. Continuité des élites à Byzance durant les siècles obscurs: les princes caucasiens et l'Empire du VIe au IXe siècle.  París: De Boccard, 2007, p. 407. ISBN 9782701802268.
2. ↑  Llucià de Samòsata. Alexandre, el fals profeta, 57
3. ↑  Juli Capitolí. Història Augusta, IX, 8
4. ↑  Koehne, Bernard de. Description du musée de feu le prince Basile Kotschoubey d'après son catalogue manuscrit et recherches sur l'histoire et la numismatique des colonies grecques en Russie ainsi que des royaumes du Pont et du Bosphore Cimmérien.  Sant Petersburg: Impr. des papiers de la Couronne, 1857, p. 267-272.